# Église Saint-Léger de Saint-Léger-lès-Domart
L'église Saint-Léger de Saint-Léger-lès-Domart est située à Saint-Léger-lès-Domart dans le département de la Somme.

## Histoire
Le cadastre napoléonien de 1832 montre que l'église était située sur la hauteur qui domine le village. Déclarée insalubre, il fut décidé en 1855 de procéder à une reconstruction complète de l'édifice. En 1859, les plans de l'architecte Charles Dumoulin furent acceptés par le conseil municipal. Les travaux commencèrent en 1860 et s'achevèrent en 1864.

## Caractéristiques
La nouvelle église est construite en brique et pierre avec un toit recouvert d'ardoises. La nef unique est composée de cinq travées, le chœur se termine par une abside semi-circulaire. La façade est surmontée d'une tour-clocher à section carrée. La porte d'entrée cintrée est flanquée de chaque côté d'une niche encadrée de pilastres. Au deuxième niveau, une baie cintrée est encadrée de deux pilastres surmontés d'un fronton, lui aussi cintré.
Les corniche, bandeau, encadrement de baies, pilastres et fronton du second niveau sont bordés de pierre calcaire. Le clocher est surmonté d'une flèche polygonale recouverte d'ardoises.

## Photos

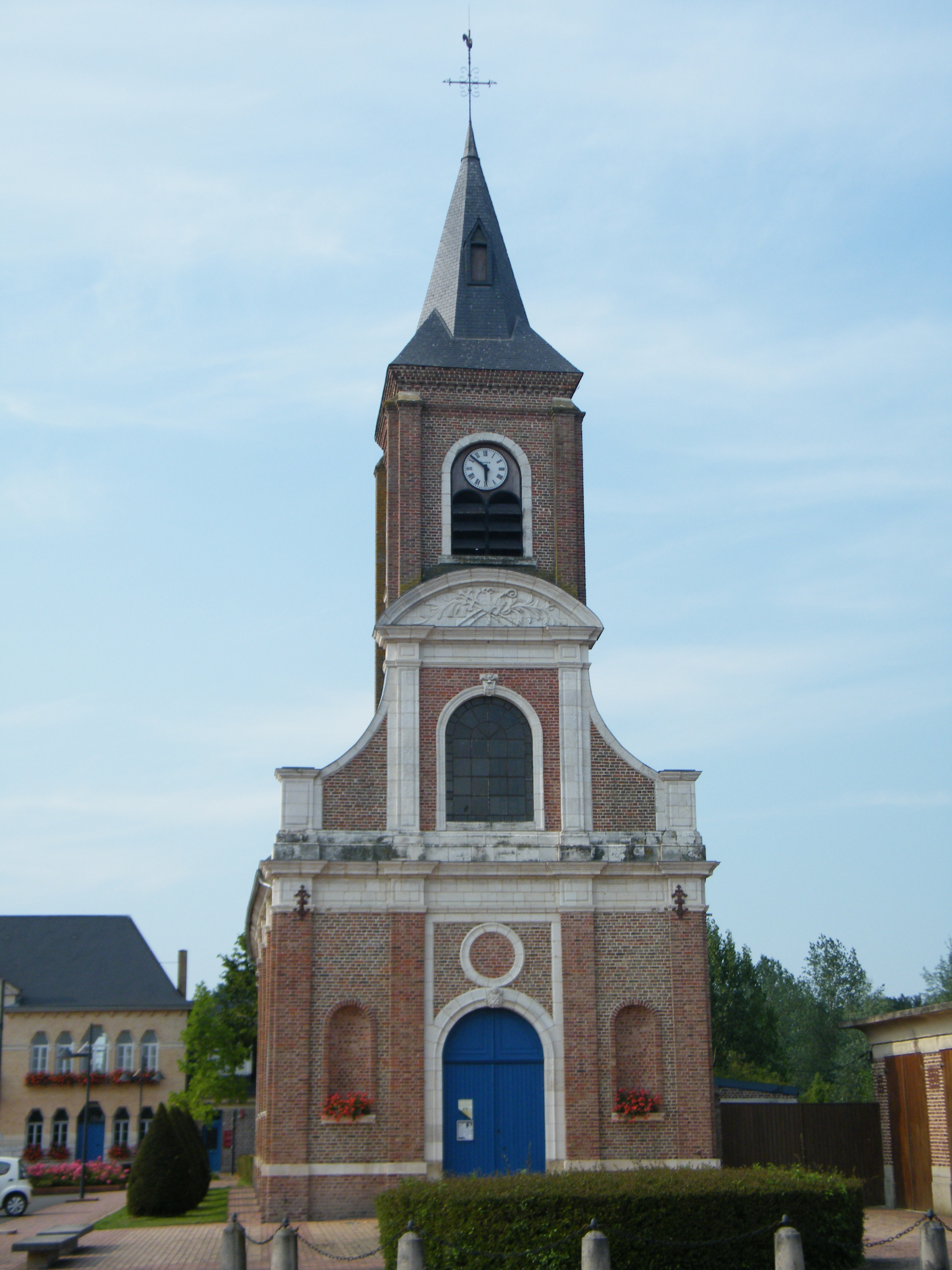
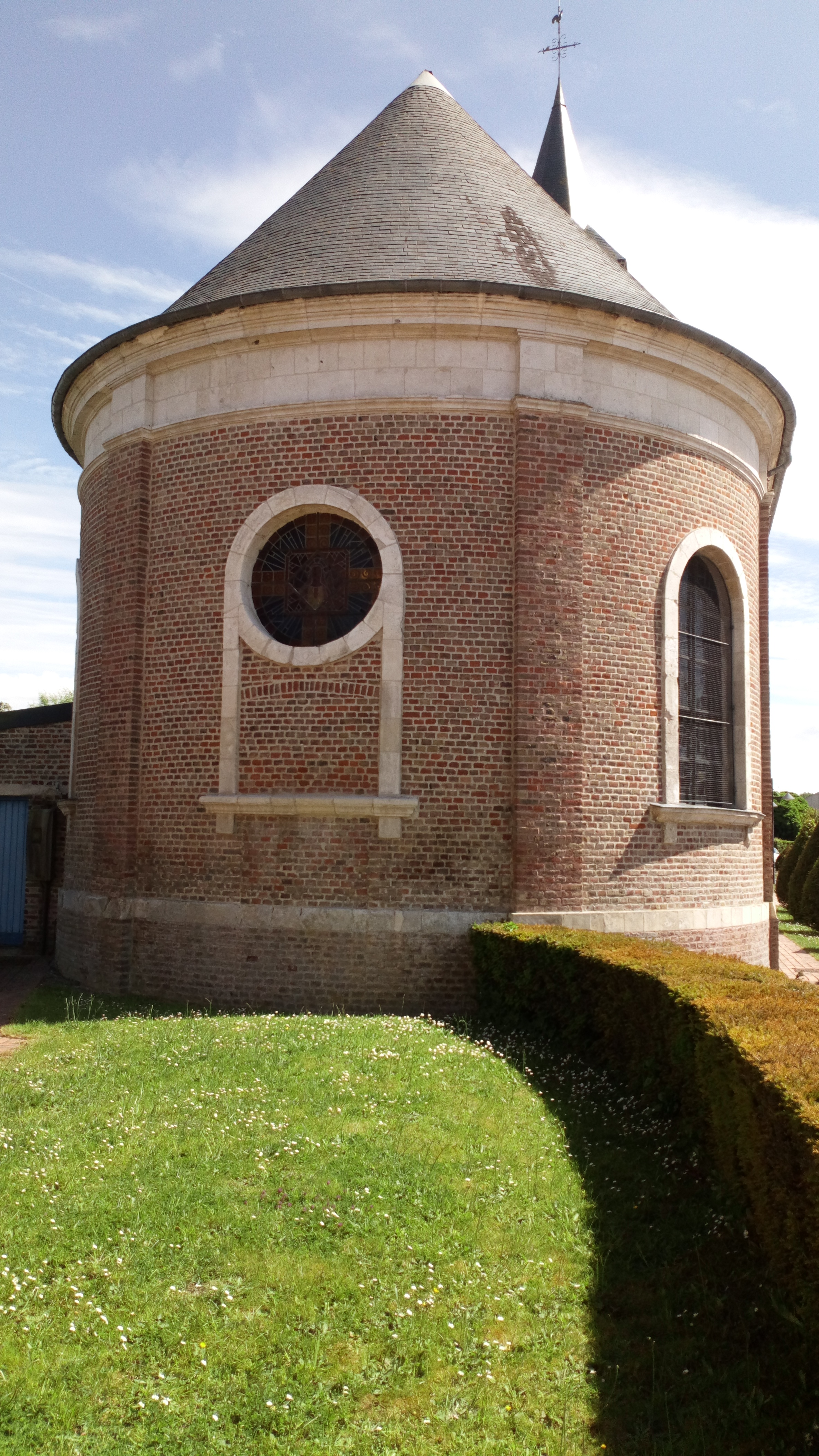
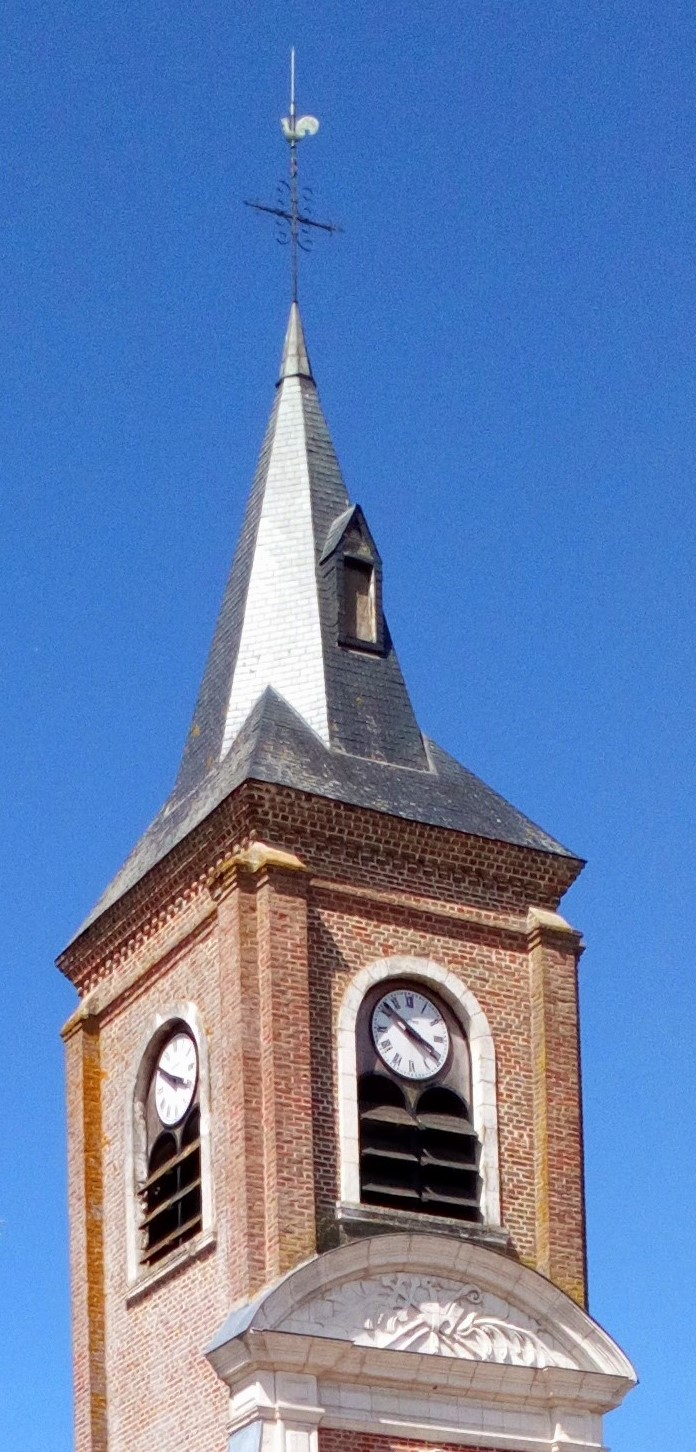